# مارك هولتون
مارك هولتون (بالإنجليزية: Mark Holton) مواليد 2 أبريل 1958 في أوكلاهوما سيتي، الولايات المتحدة، هو ممثل أمريكي بدأ مسيرته الفنية سنة 1983.

## الأعمال
| السنة | العمل                                | الدور      |
| ----- | ------------------------------------ | ---------- |
| 1984  | ويبستر                               |            |
| 1988  | السلاح العاري: من ملفات فرقة الشرطة! |            |
| 1993  | ليبريكون                             |            |
| 1993  | مذكرات الشاب إنديانا جونز            |            |
| 1994  | ساينفيلد                             | ديفيد      |
| 1995  | رامبيلستيلتسكين                      |            |
| 1996  | ستار تريك: ديب سبيس ناين             |            |
| 2000  | مغامرات روكي و بولوينكل              |            |
| 2001  | ذا ينغ أند ذا رستلس                  | جو         |
| 2003  | إن سي آي إس                          |            |
| 2004  | إن واي بي دي بلو                     | نيد أبلبوم |

## روابط خارجية
- مارك هولتون على موقع IMDb (الإنجليزية)
- مارك هولتون على موقع ألو سيني (الفرنسية)
- مارك هولتون على موقع أول موفي (الإنجليزية)
- مارك هولتون على موقع قاعدة بيانات الأفلام السويدية (السويدية)
- مارك هولتون على موقع قاعدة بيانات الفيلم (الإنجليزية)
- مارك هولتون على موقع كينوبويسك (الروسية)